# Nuestro Tiempo
Nuestro Tiempo (Il nostro tempo) è un partito politico salvadoregno di orientamento progressista fondato nel 2019. Il partito si autodefinisce "centro umanista", distinto sia dalla destra che dalla sinistra.

## Risultati elettorali
| Elezione          | Voti   | %    | Seggi  |
| ----------------- | ------ | ---- | ------ |
| Parlamentari 2021 | 44.401 | 1,70 | 1 / 84 |